# John Bright (Drehbuchautor)
John Milton Bright (* 1. Januar 1908 in Baltimore, Maryland; † 14. September 1989 in Los Angeles, Kalifornien) war ein US-amerikanischer Drehbuchautor.

## Biografie
Bright verließ vor dem Abschluss die High School und arbeitete als 13-Jähriger bei den Chicago Daily News als Gehilfe im Büro von Ben Hecht. Später arbeitete er bei Kubec Glasmon, in dessen Apotheke sich zu der Zeit die gefährlichsten Gangster Chicagos trafen und wo er auch Al Capone kennenlernte. Zu der Zeit war er auch zu Besuch auf einem Bankett im Chicagoer Commonwealth Hotel und wurde Zeuge, wie Al Capone den Auftrag gab, zwei abtrünnige Mafiosi mit Baseballschlägern tot zu schlagen. Diese Begebenheit wurde als Szene in dem von Brian De Palma 1987 gedrehten Film The Untouchables – Die Unbestechlichen übernommen.
Bright selbst begann 1931 als Drehbuchautor und wurde zusammen mit Kubec Glasmon gleich für sein Debüt, der Vorlage für den Film Der öffentliche Feind bei der Oscarverleihung 1931 für den Oscar für die beste Originalgeschichte nominiert.
Weitere bekannte Filme nach den Vorlagen von ihm und Glasmon waren Leichtes Geld (1931), Der Schrei der Menge (1932) und Taxi! (1932). 1933 gehörte er zu den zehn Mitgründern der Gilde der Drehbuchautoren (Screen Writers Guild) und verfasste neben zwanzig weiteren Vorlagen auch die Drehbücher zu der Filmkomödie Sie tat ihm unrecht (1933) und dem Gefängnisfilm San Quentin. Zu den Filmregisseuren, mit denen er zusammenarbeitete, gehörten William A. Wellman, Alfred E. Green, Roy Del Ruth und Lowell Sherman.
1951 wurde Bright vom Komitee für unamerikanische Umtriebe vorgeladen, ging aber vor seiner Anhörung nach Mexiko, von wo er erst nach sieben Jahren wieder zurückkehrte. Er war dann als Journalist und Romanautor tätig. 
2002 veröffentlichte er mit Worms in the Winecup seine Memoiren.

## Filmografie (Auswahl)
- 1933: Sie tat ihm unrecht (She Done Him Wrong)
- 1942: Die Stimme des Terrors (Sherlock Holmes and the Voice of Terror)